# Каменська (станція)
Каменська — вантажно-пасажирська залізнична станція Північно-Кавказької залізниці (до серпня 1987 року належалала до Південно-Східної залізниці), розташована на території міста Каменськ-Шахтинський Ростовської області. Відстань від Казанського вокзалу Москви становить — 1036 км.

## Історія
Перший залізничний вокзал станції Каменська побудовано 1871 року. Будівництво залізниці призвело до розвитку місцевої економіки і зростання якості життя станичників. Вигідне розташування станиці на залізничній лінії Ростов-на-Дону — Воронеж — Мічурінськ (колишній — Козлов) — Москва сприяло зростанню торгівлі. Через наявність доступного транспортного сполучення в станиці з'явилися прасоли, купці, підприємці, власники хлібних зсипок. Кам'янська стала не тільки великим ринком збуту, але й центром виробництва. Так, біля вокзалу з'явився один з перших в області хлібний елеватор, на багато поверхів здійнявся над Сіверським Донцем товарний млин німецького підприємця. На повну потужність працював інший млин, олійниця, будувались  невеликі підприємства: чавуноливарний завод Шмідта, миловарний, спирто-горілчаний, ковбасний, поташний заводи, два пивоварних, майстерні з ремонту хліборобського реманенту. Залізниця стала найвідповіднішим видом транспорту для доставки різноманітної сировини, необхідної для станичної промисловості. Розвивалася і галузь послуг. З'являлися крамниці, банки, у Кам'янській відкрився готель, де селилися комівояжери петербурзьких, московських, варшавських, лодзіанських фірм. Зрослий статус станиці як великого економічного центру позначився і на її зовнішньому вигляді. Багато вулиць було вимощені бруківкою, проведено водопровід. 
1912 року був збудований інший вокзал. Під час Другої світової війни та окупації міста німецько-фашистськими військами у 1942 році вокзал було зруйновано. Сучасна (третя за чергою) будівля вокзалу побудована 1951 року за типовим проектом Харківського бюро. Зовнішний годинник на будівлі вокзалу вперше з'явився 1961 року.

## Діяльність
Здійснюється продаж пасажирських квитків, прийом та видача багажу, прийом та видача контейнерів.
Є будівля вокзалу, де розташовані квиткові каси, довідкове бюро, зал очікування, ресторан і відділення поліції. На привокзальній площі розташовано готель «Каменськ» і автобусна зупинка міського транспорту, звідки, зокрема, курсують автобуси в мікрорайон Лиховський (на станцію Лиха).
На станції п'ять основних залізничних колій (без тупикових), дві пасажирські платформи і одна технічна. Також є пішохідний перехідний міст через залізничні колії і регульований автомобільний залізничний переїзд (Північний), який веде на автомобільно-гужовий міст (старий, колишній залізничний, побудований 1868 року, рух відкрито в 1871 році) через річку Сіверський Донець (з 2010 року закритий на реконструкцію).
За 1,5 км на південь від станції (біля зупинного пункту 1038 км) проходить межа між Міллерівською й Лиховською дистанціями колії.

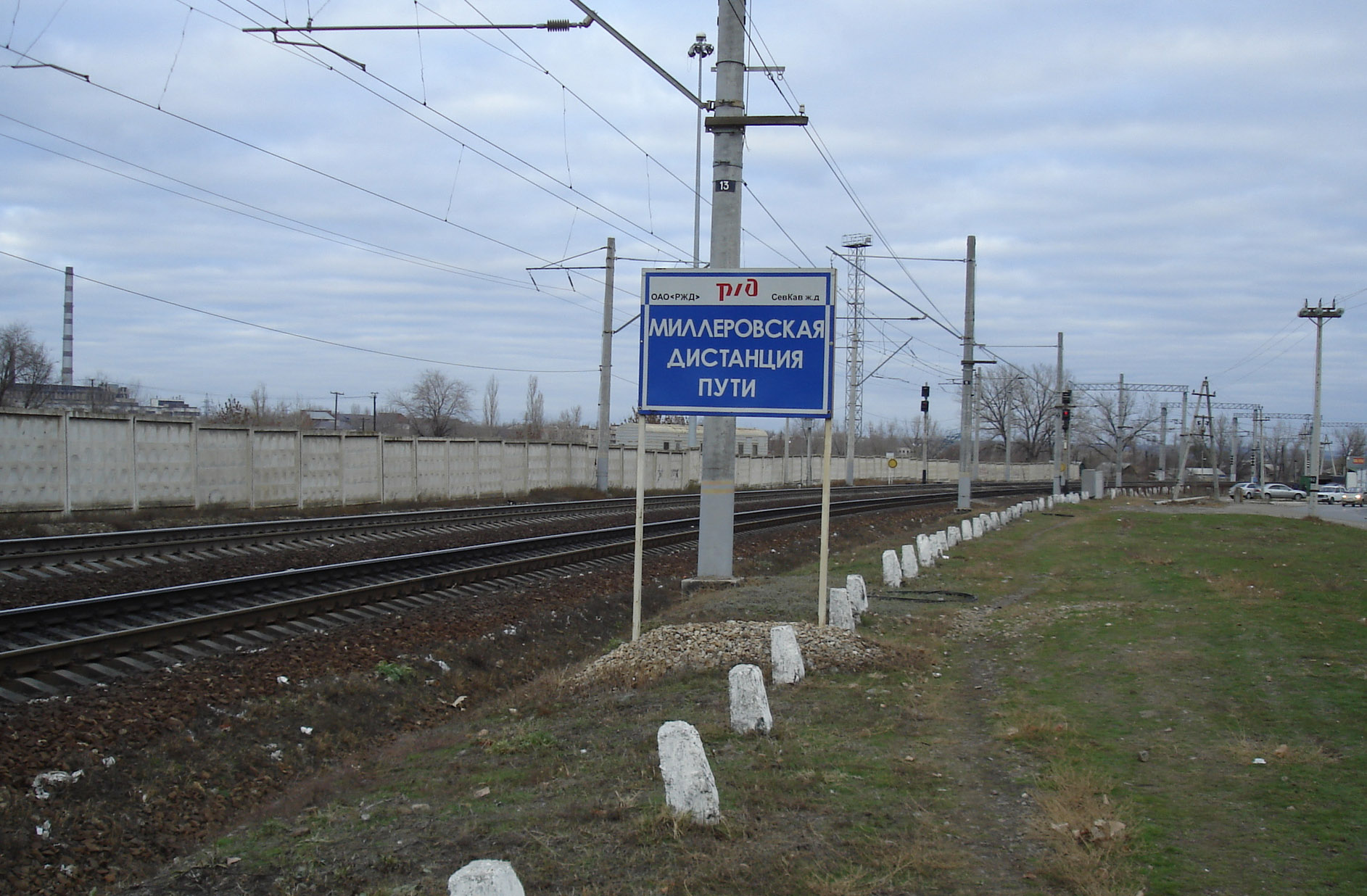
Міллерівська дистанція колії
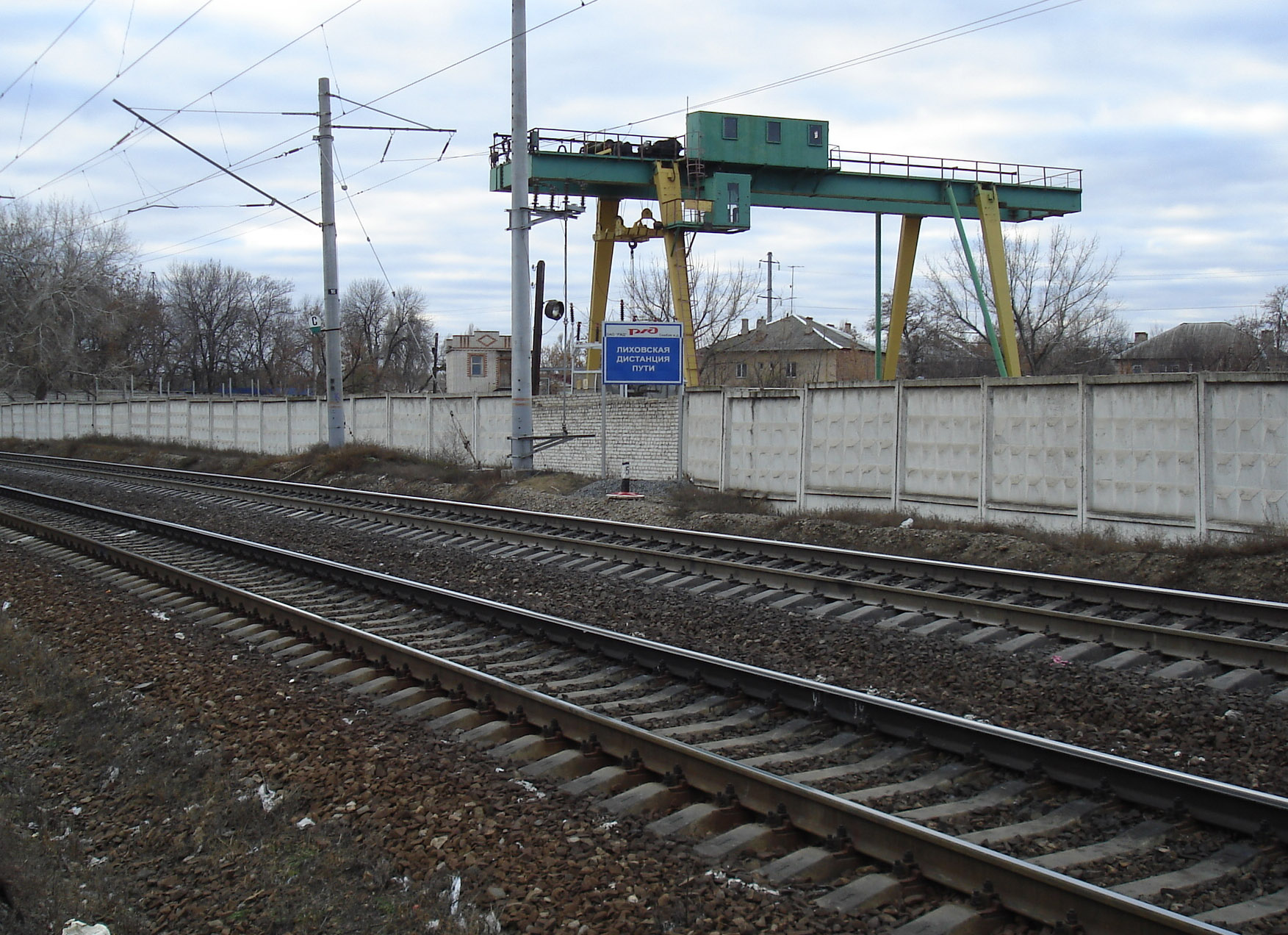
Лиховська дистанція колії
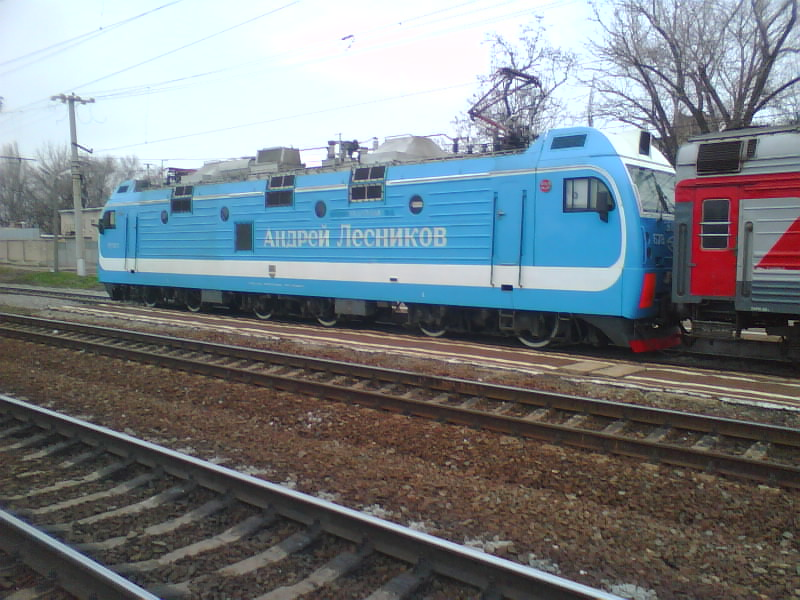
Електровоз ЭП1М «Андрій Лісников» на станції Каменська

## Пасажирське сполучення
Через станцію курсують пасажирські поїзди далекого прямування:
| 19/20 «Преміум»                         | Москва — Ростов-на-Дону                       |
| 33/34 «Осетія»                          | Москва — Владикавказ                          |
| 35/36 «Північна Пальміра двоповерховий» | Санкт-Петербург — Адлер                       |
| 43/44 «Чорноморець»                     | Санкт-Петербург — Новоросійськ                |
| 49/50                                   | Санкт-Петербург — Кисловодськ                 |
| 57/58                                   | Іркутськ — Кисловодськ                        |
| 77/78                                   | Москва — Ставрополь                           |
| 79/80                                   | Архангельськ — Адлер                          |
| 83/84                                   | Москва — Адлер                                |
| 87/88                                   | Нижній Новгород — Адлер                       |
| 97/98                                   | Тинда — Кисловодськ                           |
| 109/110                                 | Москва — Анапа                                |
| 115/116                                 | Санкт-Петербург — Адлер                       |
| 117/118                                 | Самара — Адлер                                |
| 121/122                                 | Санкт-Петербург — Владикавказ                 |
| 125/126                                 | Москва — Новоросійськ                         |
| 133/134                                 | Томськ — Анапа                                |
| 135/136                                 | Санкт-Петербург — Махачкала                   |
| 139/140                                 | Барнаул — Адлер                               |
| 145/146 «Інгушетія»                     | Москва — Назрань                              |
| 149/150                                 | Мінськ — Мінеральні Води                      |
| 301/302                                 | Мінськ — Адлер                                |
| 305/306                                 | Москва — Сухумі                               |
| 309/310                                 | Воркута — Адлер                               |
| 311/312                                 | Воркута — Новоросійськ                        |
| 335/336                                 | Єкатеринбург — Новоросійськ                   |
| 377/378                                 | Москва — Новоросійськ                         |
| 381/382                                 | Москва — Грозний                              |
| 389/390                                 | Мінськ — Анапа                                |
| Потяги сезонного призначення            |                                               |
| 61/62                                   | Москва — Нальчик                              |
| 155/156                                 | Москва — Анапа                                |
| 187/188                                 | Архангельськ — Новоросійськ                   |
| 201/202                                 | Москва — Адлер                                |
| 221/222                                 | Архангельськ — Анапа                          |
| 225/226                                 | Мурманськ — Адлер                             |
| 227/228                                 | Санкт-Петербург — Новоросійськ                |
| 233/234                                 | Єкатеринбург — Адлер                          |
| 237/238                                 | Москва — Анапа                                |
| 245/246                                 | Санкт-Петербург — Єйськ                       |
| 247/248                                 | Санкт-Петербург — Анапа                       |
| 259/260                                 | Санкт-Петербург — Анапа                       |
| 261/262                                 | Архангельськ — Адлер                          |
| 267/268                                 | Сосногорськ — Новоросійськ                    |
| 281/282                                 | Череповець — Адлер                            |
| 283/284                                 | Череповець — Анапа                            |
| 285/286                                 | Мурманськ — Новоросійськ                      |
| 289/290                                 | Єкатеринбург — Анапа                          |
| 293/294                                 | Мурманськ — Анапа                             |
| 459/460                                 | Тамбов — Адлер                                |
| 467/468                                 | Смоленськ — Адлер                             |
| 471/472                                 | Москва — Адлер                                |
| 473/474                                 | Самара — Анапа                                |
| 475/476                                 | Казань — Адлер                                |
| 479/480                                 | Санкт-Петербург — Сухумі                      |
| 481/482                                 | Москва — Новоросійск                          |
| 487/488                                 | Самара — Сухумі                               |
| 495/496                                 | Кострома — Адлер                              |
| 497/498                                 | Іжевськ — Адлер                               |
| 501/502                                 | Кіров — Анапа                                 |
| 505/506                                 | Тамбов — Новоросійськ                         |
| 507/508                                 | Іжевськ — Новоросійськ                        |
| 511/512                                 | Москва — Адлер                                |
| 513/514                                 | Тамбов — Анапа                                |
| 517/518                                 | Москва — Анапа                                |
| 529/530                                 | Кіров — Анапа                                 |
| 531/532                                 | Кіров — Адлер                                 |
| 533/534                                 | Москва — Адлер                                |
| 535/536                                 | Смоленськ — Анапа                             |
| 539/540                                 | Кострома — Анапа                              |
| 541/542                                 | Москва — Адлер                                |
| 547/548                                 | Москва — Сухумі                               |
| 549/550                                 | Тольятті — Адлер                              |
| 555/556                                 | Смоленськ — Адлер                             |
| 557/558                                 | Печора — Адлер                                |
| 561/562                                 | Москва — Єйськ                                |
| 583/584                                 | Казань — Анапа                                |
| 591/592                                 | Приоб'є — Перм — Анапа                        |
| 595/596                                 | Новий Уренгой — Тюмень — Єкатеринбург — Анапа |

По станції Каменська здійснюється рух приміських поїздів.
| Маршрути приміських потягів | Маршрути приміських потягів |
| №                           | Маршрут сполучення          |
| --------------------------- | --------------------------- |
| 6518/6616/6516              | Чертково — Ростов-Головний  |
| 6354                        | Глибока — Лиха              |
| 6356/6160                   | Глибока — Ростов-Головний   |
| 6363                        | Лиха — Чертково             |
| 6351                        | Лиха — Глибока              |
| 6360                        | Глибока — Лиха              |
| 6355                        | Лиха — Глибока              |
| 6358/6158                   | Глибока — Ростов-Головний   |
| 6357                        | Лиха — Глибока              |
| 6362                        | Глибока — Лиха              |
| 6515/6615/6517              | Ростов-Головний — Чертково  |
| 6361                        | Лиха — Глибока              |